# Antonine Maillet
Antonine Maillet (Bouctouche, 10 mei 1929 – Montréal, 17 februari 2025) was een Canadees Franstalig romanschrijver, toneelschrijver en literatuurwetenschapper. De geschiedenis en folklore van Acadië, de streek waar zij is geboren en opgegroeid, is de inspiratiebron voor haar werk. 
Ze ontving de Prix Goncourt 1979 voor haar roman Pélagie-la-Charrette.

## Opleiding
Maillet behaalde een bachelor aan het Collège Notre-Dame d’Acadie in 1950. Ze trad toe tot de Congrégation Notre-Dame du Sacré-Coeur en nam de naam aan van zuster Marie-Grégoire. Ze werkte enkele jaren als onderwijzer in Richibouctou-Village. In 1959 behaalde ze een master aan de Universiteit van Moncton. Maillet promoveerde in de literatuurwetenschappen aan de Universiteit Laval op het proefschrift Rabelais et les traditions populaires en Acadie, gepubliceerd in 1971.

## Docent
Van 1954-1975 doceerde ze literatuur bij verschillende Canadese hogescholen en universiteiten: het Collège Notre-Dame d'Acadie van 1954 tot 1960, (in 1961 verliet ze het kloosterleven), de Universiteit van Moncton (1964-1967), het Collège des Jésuites de Québec (1968-1969), de Universiteit Laval (1971-1974) en ten slotte aan de Universiteit van Montréal (1974-1975). Ze stopte met lesgeven na het succes van het door haar geschreven toneelstuk La Sagouine (De slons).

## Schrijver
Maillet heeft meer dan twintig romans en twaalf toneelstukken geschreven. Er zijn geen werken van haar in het Nederlands vertaald. Het toneelstuk La Sagouine en de roman Pélagie-la-Charrette zijn haar bekendste werken.

### La Sagouine
Maillet verbleef in 1969-1970 in Parijs om te werken aan haar proefschrift. Tijdens deze periode schreef ze de eerste versies van La Sagouine. Het stuk werd in 1971 opgevoerd in Moncton en daarna in verschillende andere steden. De voorstelling in het Théâtre du Rideau Vert in Montréal maakte Antonine Maillet bekend bij een groter publiek. Een uitgave in boekvorm verscheen in 1971 en in 1979 verscheen een Engelse vertaling.
Het uitgangspunt van het toneelstuk is bedrieglijk eenvoudig: een 72-jarige, straatarme schoonmaakster en voormalig prostituee uit een vissersdorp leunt op haar mop en vertelt haar levensverhaal. Met het ophalen van haar herinneringen en de verhalen over het dagelijks leven in haar dorp, vertelt ze eigenlijk het verhaal van Acadië.
In de geboorteplaats van Maillet, Bouctouche in New Brunswick, is het themapark Le pays de la Sagouine geopend, een nabootsing van een vissersdorp ten tijde van de drooglegging dat de Acadische taal, het erfgoed en de cultuur eert.

### Pélagie-la-charrette
In 1979 verscheen de roman Pélagie-la-Charrette waarin Maillet de terugkeer beschrijft van de gedeporteerde Acadiërs (in Canada bekend als 'Le Grand Dérangement') door de Britten in de periode 1755-1763. De hoofdpersoon is Pélagie LeBlanc, een jonge weduwe die met haar kinderen de terugtocht van Georgia naar Canada onderneemt nadat ze heeft gehoord dat de Britten de terugkeer van de Acadiers zullen tolereren. Met haar kar, getrokken door zes ossen, begint Pélagie aan de terugtocht en al snel sluiten andere families zich aan. De karavaan trekt langs de Amerikaanse oostkust en het zal tien jaar duren voordat ze aankomen in hun geboortestreek.
Maillet overleed op 17 februari op 95-jarige leeftijd.
- Bibsys: 90228012
- Bibliothèque nationale de France: cb119139813 (data)
- CiNii: DA04841742
- Gemeinsame Normdatei: 120589583
- International Standard Name Identifier: 0000 0001 2147 860X
- Library of Congress Control Number: n50037898
- MusicBrainz: ed22f220-723b-4c2e-827b-ea18576b91f8
- Bibliotheek van het Japanse parlement: 01217526
- Nationale Bibliotheek van Tsjechië: ola2003169708
- Nationale bibliotheek van Australië: 35322822
- Nationale Bibliotheek van Israël: 987007272700205171
- Nederlandse Thesaurus van Auteursnamen: 068356463
- LIBRIS: 297666
- SNAC: w6057tr0
- Système universitaire de documentation: 027002411
- Trove: 911458
- Virtual International Authority File: 111360651
- WorldCat: E39PBJhCKj9tfrgqjXhxfWTJXd